# DNA-ladder

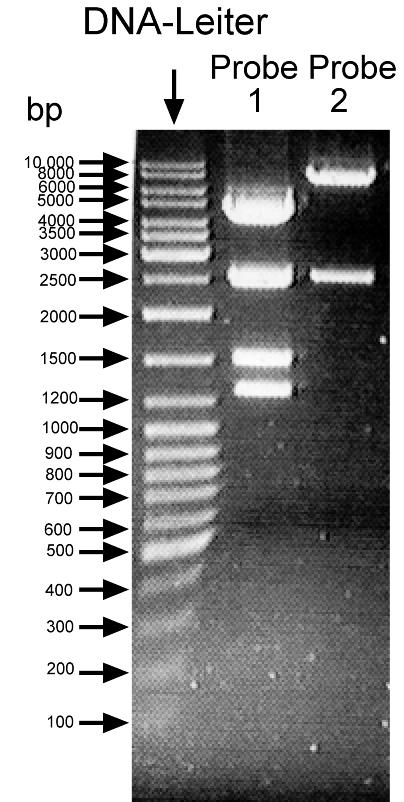
Aan de linkerkant van deze gel is een DNA-ladder (Duits: DNA-Leiter) te zien waar voor de verschillende bandjes de grootte in baseparen is weergegeven.

Een DNA-ladder is een oplossing van DNA-moleculen waarbij de lengte (in baseparen) van de verschillende DNA-moleculen bekend is. DNA ladders worden gebruikt bij agarose-gel-elektroforese. De ladder wordt toegevoegd aan de agarose-gel als een referentie waar de onbekende DNA-moleculen die getest worden mee vergeleken kan worden zodat een schatting gemaakt kan worden van de grootte van het onbekende DNA. Er bestaan vele soorten DNA-ladders. Het gebruik van een bepaalde DNA-ladder hangt dan ook af van de verwachte lengte van het te onderzoeken DNA.
Natuurlijk voorkomend DNA uit gezonde cellen zonder toegevoegde DNA afbraak enzymen geeft geen laddervorming. Cellen in apoptose breken hun DNA af, een DNA ladder test kan dat aantonen.